# Crabwood Creek (Skeldon)
Crabwood Creek ist ein kleiner Ort am Fluss Corantijn in der Region East Berbice-Corentyne von Guyana. 2012 hatte der Ort 4.459 Einwohner. Die Bevölkerung ist hauptsächlich Indo-Guyanisch.

## Name
Der Ort ist benannt nach dem Euphorbiengewächs Gymnanthes lucida („Crabwood“, „Shiny Oysterwood“; oder „Andiroba“ Carapa guianensis), einem kleinen Baum mit giftigem Milchsaft.

## Geographie
Der Ort liegt am Westufer des Corantijn als eine der letzten Siedlungen in einer Reihe landwirtschaftlicher Siedlungen. In der Nähe mündet der Jackson Creek, im Fluss liegt die Insel Vossen Eiland (Parrot Island). Und südlich des Ortes, bei Molsen Creek pendelt eine kleine Fähre Albia–Parimarbo. Der Ort ist planmäßig angelegt. Von der Hauptstraße an der Küste erstrecken sich schnurgerade ausgerichtete Plantagen ins Hinterland.

### Wirtschaft
Crabwood Creek ist hauptsächlich landwirtschaftlich geprägt. Es wird viel Reis und Zuckerrohr angebaut, sowie „Ground provisions“ (Yams, Süßkartoffeln, dasheen root (Taro), eddos und Kassava). Etwa zwei Meilen weiter nördlich liegt das größere Corriverton, wo früher das Skeldon Estate der Guyana Sugar Corporation angesiedelt war. Die Plantage bot Arbeitsplätze für viele der umliegenden Gemeinden, wurde aber geschlossen. Mit Unterstützung der Weltbank erhielt Skeldon Estate ein Kraftwerk mit Kraft-Wärme-Kopplung (co-generation plant) um stabile Elektrizität für die Einwohner der umliegenden Gemeinden zu generieren. Das Kraftwerk hat jedoch bauliche Mängel und ist ineffizient.
In Crabwood Creek gibt es 10 Sägemühlen, sowie Läden und Werkstätten, Restaurants und ein Trockenlager (paddy drying floor) für die Reisproduktion.
Bei Moleson Creek im Süden verläuft die Guyana-Suriname Ferry Stelling und es gibt einen regen Handel zwischen Crabwood Creek und Suriname (South Drain).

## Kultur
In Crabwood Creek gibt es eine Grundschule. Die nächstgelegenen weiterführenden Schulen befinden sich in Corriverton. Es gibt auch eine Moschee (Crabwood Creek Sunnatul Jamaat), drei Hindutempel (Mandir) und vier Kirchen.
Außerdem gibt es ein Gesundheitszentrum mit einem Krankenpfleger, einer Hebamme, drei Community Health Workern, und einer wöchentlichen Visite durch einen Arzt. Das nächstgelegene Krankenhaus ist Skeldon Hospital.

## Klima
Nach dem Köppen-Geiger-System zeichnet sich Luango durch ein tropisches Klima mit der Kurzbezeichnung Am aus.